# Дуарте, Андрес
Андрес Дуарте Вильямайор (исп. Andrés Duarte Villamayor; род. 4 февраля 1972, Асунсьон) — парагвайский футболист, защитник. Участник летних Олимпийских игр (1992).

## Карьера

### Клубная карьера
Во взрослом футболе дебютировал в 1990 году в клубе «Серро Портеньо», за который выступал на протяжении первых трёх сезонов своей игровой карьеры. Вместе с командой дважды становился чемпионом Парагвая в сезонах 1989/90 и 1991/92.
В 1993 году стал выступать за аргентинский клуб «Архентинос Хуниорс», за два сезона в котором принял участие в 25 матчах. В 1995 году перешёл в другой аргентинский клуб «Феррокарриль Оэсте», где и завершил карьеру футболиста в конце того же сезона.

### Карьера в сборной
В 1993 году дебютировал в официальных матчах в составе национальной сборной Парагвая. Его первый выход на поле состоялся 3 марта того же года в победном товарищеском матче со сборной Боливии (1:0). Кроме того, в 1992 году Дуарте входил в состав команды, представлявшей страну на футбольном турнире летних Олимпийских игр в Барселоне, Испания.
Всего в составе национальной команды принял участие в семи матчах, не отметившись забитыми мячами.

## Достижения
«Серро Портеньо»
- Чемпион Парагвая: 1989/90, 1991/92